# Eleição municipal de Porto Velho em 2024
A eleição municipal na cidade de Porto Velho em 2024 ocorreu nos dias 6 de outubro (primeiro turno) e 27 de outubro (segundo turno) e elegeu um prefeito, um vice-prefeito e 23 vereadores para a administração da cidade, que se iniciou em 1° de janeiro de 2025 e terminará em 31 de dezembro de 2028.

## Contexto

### Eleições anteriores
O prefeito titular é Hildon Chaves (PSDB), que assumiu a prefeitura em 2017, após vencer as eleições municipais em 2016, e se reelegeu ao vencer o pleito em 2020. Por estar em seu segundo mandato, Chaves está impedido, por força da legislação eleitoral, de concorrer a um novo mandato consecutivo.

## Calendário eleitoral
| Início        | Fim           | Atividades | Status    |
| ------------- | ------------- | --- | --------- |
| 7 de março    | 5 de abril    | Janela partidária para vereadores trocarem de partido visando concorrer às eleições sem perder o mandato. | Realizado |
| 6 de abril    | 6 de abril    | Data-limite para todas as legendas e federações partidárias obterem o registro dos estatutos no TSE e para todos os candidatos terem domicílio eleitoral na circunscrição em que desejam disputar as eleições com a filiação deferida pelo partido. | Realizado |
| 15 de maio    | 15 de maio    | Início da campanha de arrecadação prévia de recursos na modalidade de financiamento coletivo para pré-candidatos, sem realização de pedidos de voto e obedecendo a regras relativas à propaganda eleitoral na Internet.                             | Realizado |
| 20 de julho   | 5 de agosto   | Realização de convenções partidárias para deliberar sobre coligações e escolher candidatos às prefeituras e aos cargos de vereador. Os partidos têm até 15 de agosto para registrar os nomes na Justiça Eleitoral.                                  | Realizado |
| 16 de agosto  | 16 de agosto  | Início das campanhas eleitorais de forma igualitária, podendo qualquer publicidade ou manifestação com pedido explícito de voto antes da data ser considerada irregular e multada.                                                                  | Realizado |
| 30 de agosto  | 3 de outubro  | Veiculação da propaganda eleitoral gratuita no rádio e na televisão. | Realizado |
| 6 de outubro  | 6 de outubro  | Realização do primeiro turno das eleições municipais. | Realizado |
| 11 de outubro | 25 de outubro | Veiculação da propaganda eleitoral gratuita no rádio e na televisão para o segundo turno. | Realizado |
| 27 de outubro | 27 de outubro | Realização de um eventual segundo turno nas cidades com mais de 200 mil eleitores em que o candidato a prefeito mais votado não tenha atingido a metade mais um dos votos válidos.                                                                  | Realizado |

## Candidatos

### Quadro de candidaturas
| Nº | Prefeito(a)  | Prefeito(a)         | Prefeito(a)         | Vice-prefeito(a) | Vice-prefeito(a) | Vice-prefeito(a)        | Vice-prefeito(a)    | Coligação Partido(s)                                                                                            | Tempo de horário eleitoral       | Ref.                    |
| Nº | Candidato(a) | Candidato(a)        | Partido Federação   | Candidato(a)     | Candidato(a)     | Candidato(a)            | Partido Federação   | Coligação Partido(s)                                                                                            | Tempo de horário eleitoral       | Ref.                    |
| -- | ------------ | ------------------- | ------------------- | ---------------- | ---------------- | ----------------------- | ------------------- | --- | -------------------------------- | ----------------------- |
| 12 |              | Célio Lopes         | PDT                 |                  |                  | Pastora Cila            | PV FE Brasil        | Renova Porto Velho PDT, Federação Brasil da Esperança (PT, PCdoB e PV) e PSB                                    | 2 minutos e 11 segundos          | [ 6 ] [ 7 ] [ 8 ] [ 9 ] |
| 15 |              | Juíza Euma Tourinho | MDB                 |                  |                  | Tiago Pessoa            | MDB                 | Sem coligação                                                                                                   | 55 segundos                      | [ 10 ] [ 11 ]           |
| 18 |              | Samuel Costa        | REDE Fed. PSOL REDE |                  |                  | Lili Rodrigues          | PSOL Fed. PSOL REDE | Sem coligação                                                                                                   | 25 segundos                      | [ 12 ] [ 13 ]           |
| 20 |              | Léo Moraes          | PODE                |                  |                  | Magna dos Anjos Queiroz | PODE                | Sem coligação                                                                                                   | 29 segundos                      | [ 14 ] [ 15 ]           |
| 30 |              | Ricardo Frota       | NOVO                |                  |                  | Jamil                   | NOVO                | Sem coligação                                                                                                   | Sem direito ao horário eleitoral | [ 16 ] [ 17 ] [ 18 ]    |
| 44 |              | Mariana Carvalho    | UNIÃO               |                  |                  | Pastor Valcenir         | PL                  | Somos Todos Porto Velho UNIÃO, PL, Federação PSDB Cidadania, PP, PSD, Republicanos, Avante, PRTB, Agir, DC, PRD | 5 minutos e 40 segundos          | [ 19 ] [ 20 ]           |
| 77 |              | Dr Benedito Alves   | Solidariedade       |                  |                  | Médica Ana Cláudia      | PMB                 | Porto Velho, Quem Ama Cuida Solidariedade e PMB                                                                 | 17 segundos                      | [ 21 ] [ 22 ]           |

## Debates
De acordo com as regras eleitorais, as emissoras só poderão convocar para o debate os candidatos que obtiverem a concordância de pelo menos dois terços de candidatas e candidatos, no caso de eleição majoritária (cargo de prefeito), e de pelo menos dois terços dos partidos ou das federações com candidatas e candidatos, no caso de eleição proporcional (cargo de vereador). Caso não seja possível um acordo, as emissoras de rádio e televisão podem apresentar debates em conjunto para o cargo de prefeito, estando presentes todas as candidatas e todos os candidatos, ou em grupos, com a presença de, no mínimo, três pessoas.
| Data                   | Organizador(es)                       | Mediação       | Candidatos(as)    | Candidatos(as)                     | Candidatos(as)            | Candidatos(as) | Candidatos(as)           | Candidatos(as)      | Candidatos(as)       | Ref.   |
| Data                   | Organizador(es)                       | Mediação       | Célio Lopes (PDT) | Dr. Benedito Alves (Solidariedade) | Juíza Euma Tourinho (MDB) | Léo (PODE)     | Mariana Carvalho (UNIÃO) | Samuel Costa (REDE) | Ricardo Frota (NOVO) | Ref.   |
| ---------------------- | ------------------------------------- | -------------- | ----------------- | ---------------------------------- | ------------------------- | -------------- | ------------------------ | ------------------- | -------------------- | ------ |
| 28 de setembro de 2024 | SIC TV (Record)                       | André Oliveira | Presente          | Presente                           | Presente                  | Presente       | Presente                 | Presente            | Presente             | [ 24 ] |
| 3 de outubro de 2024   | Rede Amazônica Porto Velho (TV Globo) | Júlio Mosquera | Convidado         | Convidado                          | Convidada                 | Convidado      | Convidada                | Convidado           | Não convidado        | [ 25 ] |

## Pesquisas eleitorais
As pesquisas buscam analisar como seria o resultado da eleição se ela ocorresse no dia em que os dados dos entrevistados foram coletados, não tendo como objetivo pela porcentagem de confiança, prever o resultado final da eleição.

### Segundo Turno
| Fonte                          | Data(s) conduzida(s) | Amostragem | Carvalho UNIÃO       | Moraes PODE    | Brancos / Nulos | Indecisos | Vantagem | Margem de erro | Ref.   |     |     |     |     |    |    |       |        |
| ------------------------------ | -------------------- | ---------- | -------------------- | -------------- | --------------- | --------- | -------- | -------------- | ------ | --- | --- | --- | --- | -- | -- | ----- | ------ |
| Fonte                          | Data(s) conduzida(s) | Amostragem | Quaest RO-03222/2024 | 15-17/Out/2024 | Brancos / Nulos | Indecisos | Vantagem | Margem de erro | Ref.   | 704 | 43% | 42% | 11% | 4% | 1% | ±3,7% | [ 26 ] |
| 100% Cidades RO-04144/2024     | 15-17/Out/2024       | 600        | 36,8%                | 54,3%          | 3%              | 5,9%      | 17,5%    | ±4%            | [ 27 ] |     |     |     |     |    |    |       |        |
| Instituto Veritá RO-03534/2024 | 10-14/Out/2024       | 1.010      | 39,3%                | 50,2%          | 5,5%            | 5%        | 10,9%    | ±3,1%          | [ 28 ] |     |     |     |     |    |    |       |        |

### Primeiro Turno
| Fonte Registro no TSE | Data(s) conduzida(s) | Amostragem | Carvalho UNIÃO | Moraes PODE | Tourinho MDB | Lopes PDT | Costa REDE | Frota NOVO | Alves Solidariedade | Brancos / Nulos | Indecisos | Vantagem | Margem de erro | Ref.   |
| --------------------- | -------------------- | ---------- | -------------- | ----------- | ------------ | --------- | ---------- | ---------- | ------------------- | --------------- | --------- | -------- | -------------- | ------ |
| Fonte Registro no TSE | Data(s) conduzida(s) | Amostragem |                |             |              |           |            |            |                     | Brancos / Nulos | Indecisos | Vantagem | Margem de erro | Ref.   |
| Quaest RO-08775/2024  | 14-16/Set/2024       | 704        | 56%            | 11%         | 10%          | 6%        | 1%         | 1%         | 1%                  | 8%              | 6%        | 45%      | ±3,7%          | [ 29 ] |
| Quaest RO-09119/2024  | 24-26/Ago/2024       | 704        | 51%            | 18%         | 4%           | 3%        | 2%         | 1%         | 1%                  | 11%             | 9%        | 33%      | ±3,7%          | [ 30 ] |

## Resultados

### Prefeito
Fonte: TSE
| Candidato(a)                                             | Candidato(a)                                             | Vice                                                     | 1º turno 6 de outubro de 2024 | 1º turno 6 de outubro de 2024 | 2º turno 27 de outubro de 2024 | 2º turno 27 de outubro de 2024 |
| Candidato(a)                                             | Candidato(a)                                             | Vice                                                     | Votação                       | Votação                       | Votação                        | Votação                        |
| Candidato(a)                                             | Candidato(a)                                             | Vice                                                     | Total                         | %                             | Total                          | %                              |
| -------------------------------------------------------- | -------------------------------------------------------- | -------------------------------------------------------- | ----------------------------- | ----------------------------- | ------------------------------ | ------------------------------ |
|                                                          | Léo Moraes (PODE)                                        | Magna dos Anjos Queiroz (PODE)                           | 64 125                        | 25,65%                        | 135 118                        | 56,18%                         |
|                                                          | Mariana Carvalho (UNIÃO)                                 | Pastor Valdecir (PL)                                     | 111 329                       | 44,53%                        | 105 406                        | 43,82%                         |
|                                                          | Célio Lopes (PDT)                                        | Pastora Cila (PV)                                        | 29 358                        | 11,74%                        | Não participaram               | Não participaram               |
|                                                          | Juíza Euma Tourinho (MDB)                                | Thiago Pessoa (MDB)                                      | 24 981                        | 9,79%                         | Não participaram               | Não participaram               |
|                                                          | Doutor Benedito Alves (Solidariedade)                    | Médica Ana Cláudia (PMB)                                 | 12 972                        | 5,19%                         | Não participaram               | Não participaram               |
|                                                          | Ricardo Frota (NOVO)                                     | Jamil (NOVO)                                             | 4 389                         | 1,76%                         | Não participaram               | Não participaram               |
|                                                          | Samuel Costa (REDE)                                      | Lili Rodrigues (PSOL)                                    | 3 359                         | 1,34%                         | Não participaram               | Não participaram               |
| Total de votos válidos                                   | Total de votos válidos                                   | Total de votos válidos                                   | 250 013                       | 93,09%                        | 240 524                        | 95,72%                         |
| → Votos em branco                                        | → Votos em branco                                        | → Votos em branco                                        | 7 371                         | 2,74%                         | 3 619                          | 1,44%                          |
| → Votos nulos                                            | → Votos nulos                                            | → Votos nulos                                            | 11 201                        | 4,17%                         | 7 143                          | 2,84%                          |
| Total                                                    | Total                                                    | Total                                                    | 268 585                       | 74,14%                        | 251 286                        | 69,37%                         |
| Abstenções                                               | Abstenções                                               | Abstenções                                               | 93 663                        | 25,86%                        | 110 962                        | 30,63%                         |
| Total de inscritos                                       | Total de inscritos                                       | Total de inscritos                                       | 362 338                       | 100%                          | 362 338                        | 100%                           |
| Relação da população municipal ao total de votos válidos | Relação da população municipal ao total de votos válidos | Relação da população municipal ao total de votos válidos | 460 413                       | 58,34%                        | 460 413                        | 0,00%                          |
| Relação da população municipal ao total de inscritos     | Relação da população municipal ao total de inscritos     | Relação da população municipal ao total de inscritos     | 460 413                       | 78,7%                         | 460 413                        | 0,00%                          |

### Vereadores
| Nome                            | Partido      | Número de Votos |
| ------------------------------- | ------------ | --------------- |
| Márcio Pacele                   | Republicanos | 4.692           |
| Ellis Regina do Sindeprof       | União        | 4.034           |
| Dr. Junior Queiroz              | Republicanos | 3.954           |
| Dr. Gilber                      | PL           | 3.667           |
| Fernando Silva                  | Republicanos | 3.634           |
| Dr. Macário                     | União        | 3.511           |
| Thiago Tezzari                  | PSDB         | 3.493           |
| Sofia Andrade                   | PL           | 3.359           |
| Gedeão do Edwilson Negreiros    | PSDB         | 3.325           |
| Adalto de Bandeirantes          | Republicanos | 3.303           |
| Edimilson Dourado               | União        | 3.051           |
| Pastor Evanildo                 | PRTB         | 2.963           |
| Nilton Souza                    | PSDB         | 2.955           |
| Wanoel Martins                  | PSD          | 2.925           |
| Marcos Combate                  | AGIR         | 2.829           |
| Zé Paroca                       | Avante       | 2.825           |
| Everaldo Fogaça                 | PSD          | 2.811           |
| Dr. Santana                     | PRD          | 2.765           |
| Pastor Bruno Luciano            | PL           | 2.523           |
| Adriano Gomes                   | PRTB         | 2.447           |
| Dr. Breno Mendes Fiscal do Povo | Avante       | 2.276           |
| Jeovane Ibiza                   | AGIR         | 2.235           |
| Pedro Geovar                    | PP           | 2.009           |